# Seis artes (China)
Las Seis Artes  (chino: 六藝, liù yì, también: 孔子 六藝, kǒngzǐ liùyì) son el conjunto de disciplinas que formaron la base de la educación en la cultura de la Antigua China. Durante la dinastía Zhou (1122-256 a. C.), con el fin de promover un desarrollo integral, los estudiantes debían dominar el liù yì, consistentes en:
1. Ritos (o cortesía) (禮, lǐ)
2. Música (樂, yuè)
3. Tiro con arco (射, shè)
4. Conducción de carros de guerra (o equitación) (御, yù)
5. Caligrafía (書, shū)
6. Matemática (數, shù)

Se pensaba que los hombres que se destacaban en estas seis artes habían alcanzado el estado de perfección, considerándoseles un caballero perfecto.
Las Seis Artes fueron practicadas por eruditos, y ya existían antes de Confucio, pero se convirtieron en parte de la filosofía confucianista. Como tal, el filósofo Xu Gan (170-217) los discute en sus Discursos Balanceados. Las Seis Artes fueron practicadas por los 72 discípulos de Confucio.
El concepto de las Seis Artes desarrollado durante el período preimperial incorporó componentes militares y civiles. El lado civil se asoció más tarde con las Cuatro Artes (guqin, go, caligrafía y pintura). Sin embargo, este último era más una característica de ocio para el periodo imperial tardío. Evidentemente se superpone con las Seis Artes, ya que el guqin personificó la música, el go (un juego de mesa así conocido por su nombre japonés) estaba finalmente relacionado con la estrategia militar, mientras que la caligrafía se ocupó de la estética de la escritura y el cultivo del propio carácter. El estudio de los ritos y la música tenía como objeto en la gente un sentido de dignidad y armonía. Los ritos consideraban aquellos practicados durante las ceremonias de sacrificio, los funerales y los ejercicios militares.

## Influencia
El requisito de los estudiantes para dominar las seis artes es paralelo al concepto occidental del hombre del Renacimiento. El énfasis en las Seis Artes fomentó a los señores confucianos a saber algo más que solo la erudición canónica. La educación práctica de interés clásico fortaleció las matemáticas, la astronomía y las ciencias chinas (por ejemplo, Liu Hui, Zu Chongzhi, Shen Kuo, Yang Hui, Zhu Shijie).  Con la práctica del arco y el protocolo que lo rodeaba, por ejemplo, los nobles no sólo ganaban destreza en la guerra, sino que además cultivaban sus mentes y aprendían a comportarse como nobles, lo cual resultaba más importante para el imperio. Esta tradición retrocedió después de la dinastía Yuan (1271-1368), cuando el neoconfucianismo subrayó la importancia de los cuatro libros Analectas sobre las otras artes y campos técnicos.
En la escuela de Guozijian, el derecho, las matemáticas, la caligrafía, la equitación y la arquería fueron enfatizadas por el Emperador Ming Hongwu, además de los textos clásicos confucianos, y también requeridas como asignaturas obligatorias en los Exámenes Imperiales. La arquería y la equitación se añadieron al examen de Hongwu en 1370, mientras que el emperador Song Xiaozong exigió el manejo del tiro con arco y de la equitación para los oficiales no militares en el Colegio de Guerra (舉 舉) en 1162. El área alrededor de la Puerta Meridiana de Nankín fue utilizada para la práctica de la arquería por guardias y generales bajo el mandato de Hongwu.
Para la dinastía Qing, los especialistas chinos no podían manejar el calendario lunar con precisión, estando desfasado de la naturaleza. Esto fue una gran vergüenza para la corte imperial china, ya que la adhesión a los calendarios lunares por parte de los estados vasallos fue un reconocimiento de la soberanía china sobre ellos. La experiencia astronómica occidental (véase misiones jesuitas en China) fue bien recibida como consecuencia del interés chino en la astronomía y las matemáticas, parcialmente formulada en la agenda clásica de las Seis Artes.